# ميلان ماكاريتش
ميلان ماكاريتش هو لاعب كرة قدم صربي يلعب مع نادي أوبة.